# Thaler

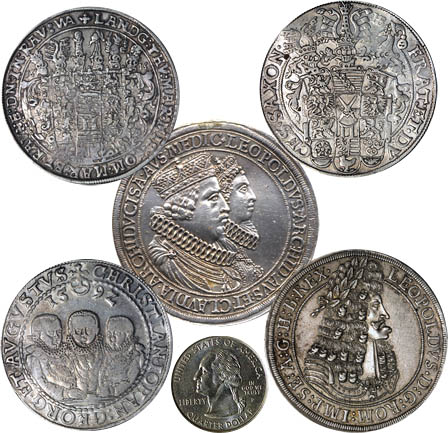
Bốn thaler và 1 double thaler (2 thaler), so với đồng 25 cent của Mỹ (ở dưới):Clockwise from top left:
Công quốc Saxe-Altenburg 1616 (reverse),
Công quốc Saxony 1592,
Đại Công quốc Áo 1701 (obverse),
Công quốc Saxony 1592 (obverse),
Center: double thaler, Austria 1635 (obverse).

Thaler (/ ˈtɑːlər /; taler - cách đánh vần hiện nay) là một trong những loại xu bạc lớn được đúc và lưu hành tại các Công quốc, Thành bang, Giáo phận vương quyền và các lãnh thổ của Đế quốc La Mã Thần thánh và Chế độ quân chủ Habsburg trong Thời kỳ cận đại. Một xu bạc thaler có đường kính khoảng 40 mm và trọng lượng khoảng 24 gam đến 30 gam, hoặc khoảng 1 ounce. Từ "thaler" là cách gọi rút gọn của từ "Joachimsthaler" (tên gọi xu bạc thaler đầu tiên), được đúc tại thung lũng Thánh Joachims thuộc Bohemia (ngày nay là Cộng hoà Séc), từ năm 1518.
Trước khi có xu bạc thaler, tiền tệ tiêu chuẩn đầu tiên của Đế quốc La Mã Thần thánh là xu bạc Guldengroschen. Loại xu tồn tại lâu nhất của dòng thaler là xu bạc Reichsthaler (Reichstaler), chứa 1/9 Cologne mark, tương đương với 25,984 gam bạc mịn, và được phát hành với các phiên bản khác nhau từ năm 1566 đến năm 1875. Đơn vị tiền tệ thaler của Bắc Đức có giá trị nhỏ hơn đồng xu tiêu chuẩn. Vào thế kỷ XIX, hầu hết các phiên bản thaler đều ngang giá trị với thaler của Vương quốc Phổ, và sau đó là các Vereinsthaler cho đến năm 1871.
Đồng xu bạc thaler trở thành tiêu chuẩn cho các loại xu bạc được đúc ở thời hiện đại, chẳng hạn như đồng đô la bạc của Mỹ (cho đến năm 1935) và đồng 5 franc của Thuỵ Sĩ (cho đến năm 1928). Các bản sao của Thaler Maria Theresia của Chế độ quân chủ Habsburg đã được đúc bởi nhiều xưởng sản xuất tiền khác nhau cho đến những năm 1960. Ngày nay nhiều quốc gia cho đúc những phiên bản xu bạc cở lớn dùng cho lưu niệm hoặc dữ trữ gọi là "bullion coins" (Xu bạc thỏi), vì giá trị bạc của các xu này cao hơn nhiều so với mệnh giá của chúng.
Từ dollar (đô la) trong tiếng Anh dùng chỉ nhiều loại tiền tệ trên thực tế có nguồn gốc từ "thaler" trong tiếng Đức. Ngoài ra tên gọi đồng tālā của Samoa hay đồng tolar của Slovenia cũng có nguồn gốc từ thaler Đức.

## Từ nguyên

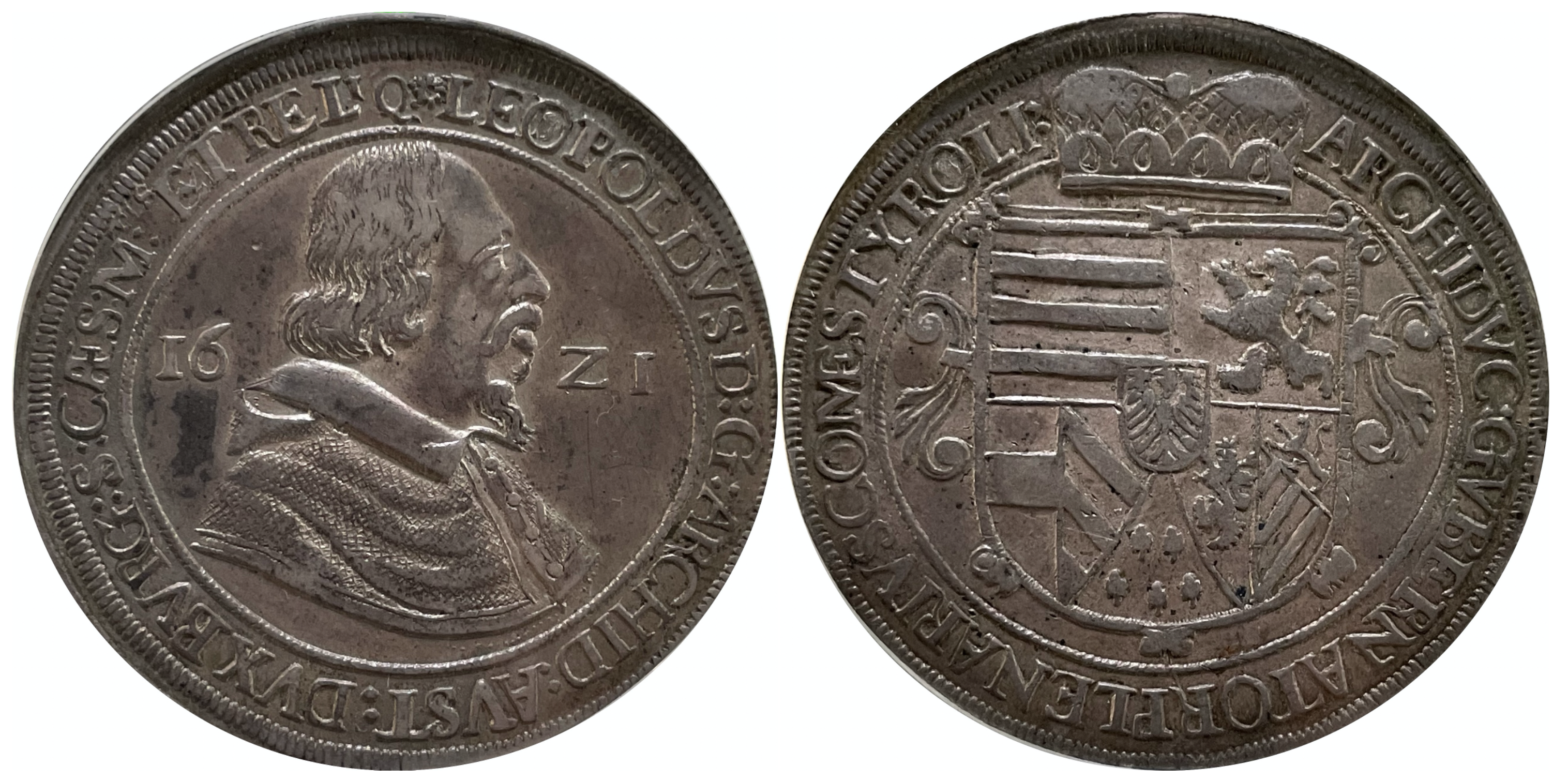
Xu bạc: 1 thaler Tyrol, Đại Công quốc Áo - Leopold V - 1621

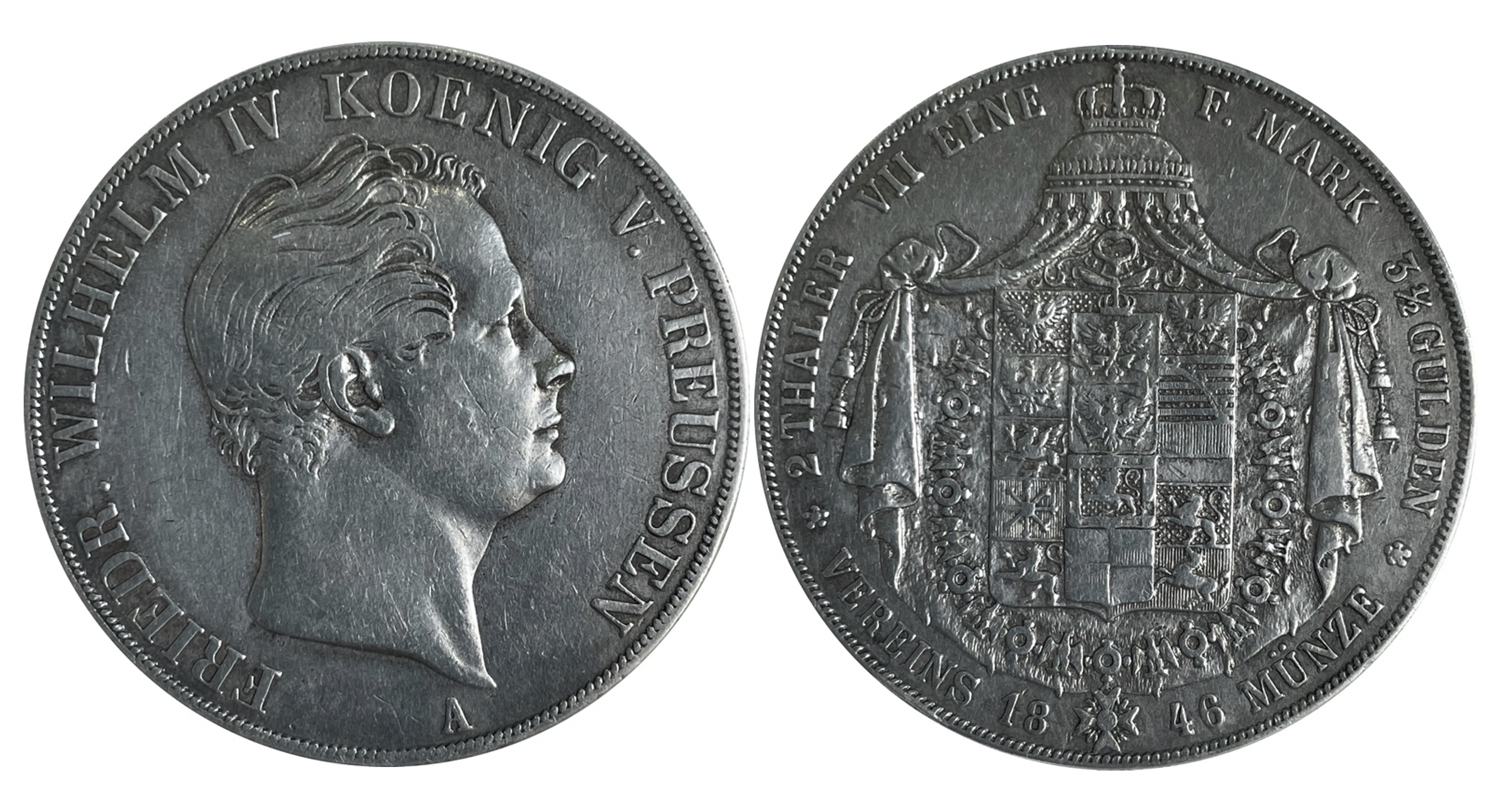
Xu bạc: 2 thaler Friedrich Wilhelm IV của Vương quốc Phổ - 1846

Từ "taler" trong tiếng Đức là tên viết tắt của từ Joachimstaler. Các mỏ bạc tại Joachimstal bắt đầu khai thác từ năm 1516, và những xu bạc đầu tiên được đúc từ nguồn quặn bạc ở đây vào năm 1518. Cách viết ban đầu là "taler", trong tiếng Đức có nghĩa là "của thung lũng" hoặc "thuộc về thung lũng". Vào cuối thể kỷ XVI, từ này đã được đánh vần với các cách khác nhau như: taler, toler, thaler, thaller, dahler. Trong tiếng Đức thế kỷ XVIII và XIX, từ "thaler" được đổi thành "taler" trong cuộc cải cách chính tả năm 1902.
Tên thaler và taler đã sớm được sử dụng để gọi tên nhiều loại xu bạc có kích thước lớn, như: Reichstaler (1566), Silbertaler, Albertustaler (1612), Laubthaler (1726), Kronenthaler (1755), Ortsthaler, Schützentaler, Conventionsthaler (1754), Bankthaler, Spesciesthaler... Tại Cộng hòa Hà Lan, một đồng tiền được tạo ra với tên gọi là leeuwendaalder ("thaler sư tử", 1575). Từ năm 1750, cum từ thaler thường được nói đến để chỉ các loại xu bạc của Vương quốc Phổ, sau năm 1857 là Vereinsthaler (Từ năm 1871 thaler được thay thế bởi đồng Mark).
Đồng bạc của Anh tương đương thaler được gọi là Crown. Người Anh đã dùng từ "dahler" trong Tiếng Hạ Đức để thêm vô từ điển năm 1550 để gọi thaler và từ đó được viết là "daler", đến năm 1660 từ "daler" được viết thành "dollar" như ngày nay. Thaler trong tiếng Anh được đề cập trong từ điển vào nửa đầu thế kỷ XIX để chỉ các xu bạc được sử dụng tại các lãnh thổ của các dân tộc Đức.

## Bối cảnh ra đời
Sự ra đời và phát triển của đồng bạc thaler với kích thước lớn và tỷ lệ bạc cao được xem là một bước tiến quan trọng ở Thời kỳ cận đại. Những đồng bạc có kích thước lớn nhất thời Trung cổ được gọi là Groat (Tiếng Đức: Groschen) được phát triển từ đồng denariusrossus (đồng xu dày), chúng hiếm khi vượt qua trọng lượng 6 gam.
Vào cuối thế kỷ XV, ngay cả những đồng gorschen cũng ngày càng mất giá, do tình trạng thiếu bạc để phục vụ trong việc đúc tiền. Những đồng xu này liên tục suy giảm lượng bạc có trong xu, trong một số trường hợp, đã giảm xuống dưới 5%, làm cho các đồng xu có giá trị thấp hơn nhiều so với lúc ban đầu. Tình trạng khan hiếm nguồn bạc tại châu Âu gây ra bởi các thế lực quân sự chi trả quá nhiều cho các cuộc chiến tranh và nguồn bạc cũng rời khỏi châu Âu trong quá trình trao đổi thương mại với châu Á để nhập khẩu gia vị, đồ sứ, lụa đến từ Ấn Độ, Trung Quốc, Indonesia... Nguồn bạc liên tục thất thoát đi, nhưng không có nguồn bạc mới bù vô, từ đó dẫn đến một cuộc khủng hoảng nghiêm trọng.
Xu hướng khan hiếm nguồn bạc được cải thiện sau khi người ta phát hiện ra các mỏ bạc mới có trữ lượng đáng kể ở châu Âu, bắt đầu vào khoảng những năm 1470. Đi tiên phong là Ý, họ bắt đầu lên kế hoạch đúc một loại xu bạc lớn với tên gọi là đồng lira vào năm 1472 với trọng lượng vượt qua 6 gam (3 + 7⁄8 dwt), một mức tăng đáng kể so với đồng gros tournois của Vương quốc Pháp - khoảng 4 gam (2 + 5⁄8 dwt). Năm 1474, một đồng lira nặng 9 gam (5 + 3⁄4 dwt) được phát hành nhưng phải đến năm 1484, Đại công tước Sigismund của Tirol mới cho phát hành đồng xu bạc thực sự mang tính cách mạng đầu tiên gọi là đồng 1/2 Guldengroschen với trọng lượng khoảng 15,5 gam (10 dwt). Đây là một đồng xu rất hiếm, gần như là một loại thử nghiệm, nhưng nó đã được lưu hành thành công đến mức không thể đáp ứng được nhu cầu.
Cuối cùng, với số lượng bạc có được từ việc khai thác ở Schwaz (ngày nay là một thành phố thuộc bang Tyrol, Cộng hoà Áo), Đại công tước Sigismund đã cho phát hành một lượng lớn đồng xu có khích thước tiêu chuẩn đầu tiên vào năm 1486 với tên gọi Guldengroschen tuy bằng bạc nhưng lại có giá trị ngang với xu vàng Goldgulden. Đồng bac này sau đó được các Công quốc và lãnh thổ khác của Đế quốc La Mã Thần thánh học hỏi và sao chép để tạo ra các đồng bạc có tiêu chuẩn tương đương phục vụ cho việc tiêu dùng trong lãnh thổ của mình cũng như thương mại.

## Joachimsthaler
Đến năm 1518, những xu bạc cở lớn được thấy khắp nơi ở Trung Âu. Tại Vương quốc Bohemia, dưới thời cai trị của vua Louis II, thuộc Triều đại Jagiellon, một xu bạc cở lớn được đúc với kích thước tương tự, nhưng tỷ lệ bạc kém hơn một chút, được đặt tên là Joachimsthaler, những đồng xu này được đúc từ nguồn bạc do Bá tước Schlick khai thác tại thung lũng Thánh Joachim (thuộc Jáchymov, Cộng hoà Séc ngày nay). Trong đó từ "thal (tal)" có nghĩa là "thung lũng" trong tiếng Đức. Joachim, cha Đức Trinh Nữ Maria, được khắc hoạ trên đồng xu cùng với Sư tử Bohemia. Các xu bạc tương tự bắt đầu được đúc ở các thung lũng lân cận với trữ lượng bạc dồi dào, các xu bạc được đúc từ nguồn bạc khai thác ở thung lũng (thal) nào thì sẽ lấy tên thung lũng đó làm tên gọi. Chẳng bao lâu, những xu bạc này được biết đến rộng rãi với tên gọi "thaler" trong tiếng Đức và "tolar" trong tiếng Séc.
Từ các xu bạc tiền thân này, Đế quốc La Mã Thần thánh đã tìm cách tạo ra một đồng tiền tiêu chuẩn dành cho trao đổi thương mại giữa các khu vực của châu Âu. Joachimsthaler, Guldengroschen ban đầu nặng 1 ounce (27,2g). Đồng xu Reichstaler đế quốc (1566 - 1750) có trọng lượng là 25,984 gam bạc (chứa 400,99 grain bạc mịn), trở thành đồng tiền chính thức của cả Đế chế.
Vào thế kỷ XVII, một số xu bạc Joachimsthaler được lưu hành ở Nước Nga Sa hoàng, nơi đây chúng được gọi là yefimok (ефимок) - đây là một biến thể của từ "Joachim" trong tiếng Đức.

## Đế chế La Mã Thần thánh

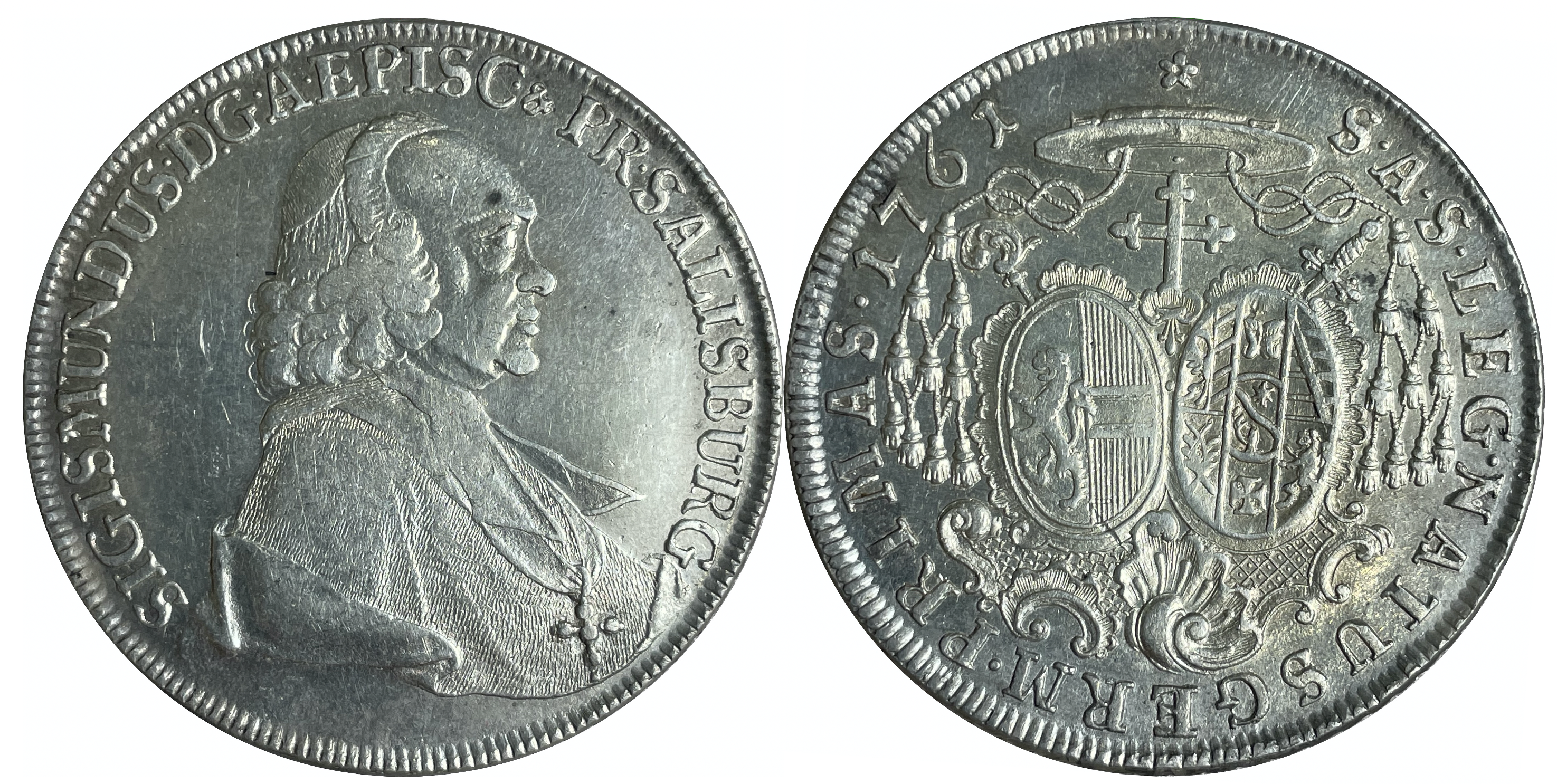
Xu bạc: 1 thaler Sigismund von Schrattenbach của Giáo phận vương quyền Salzburg - 1761

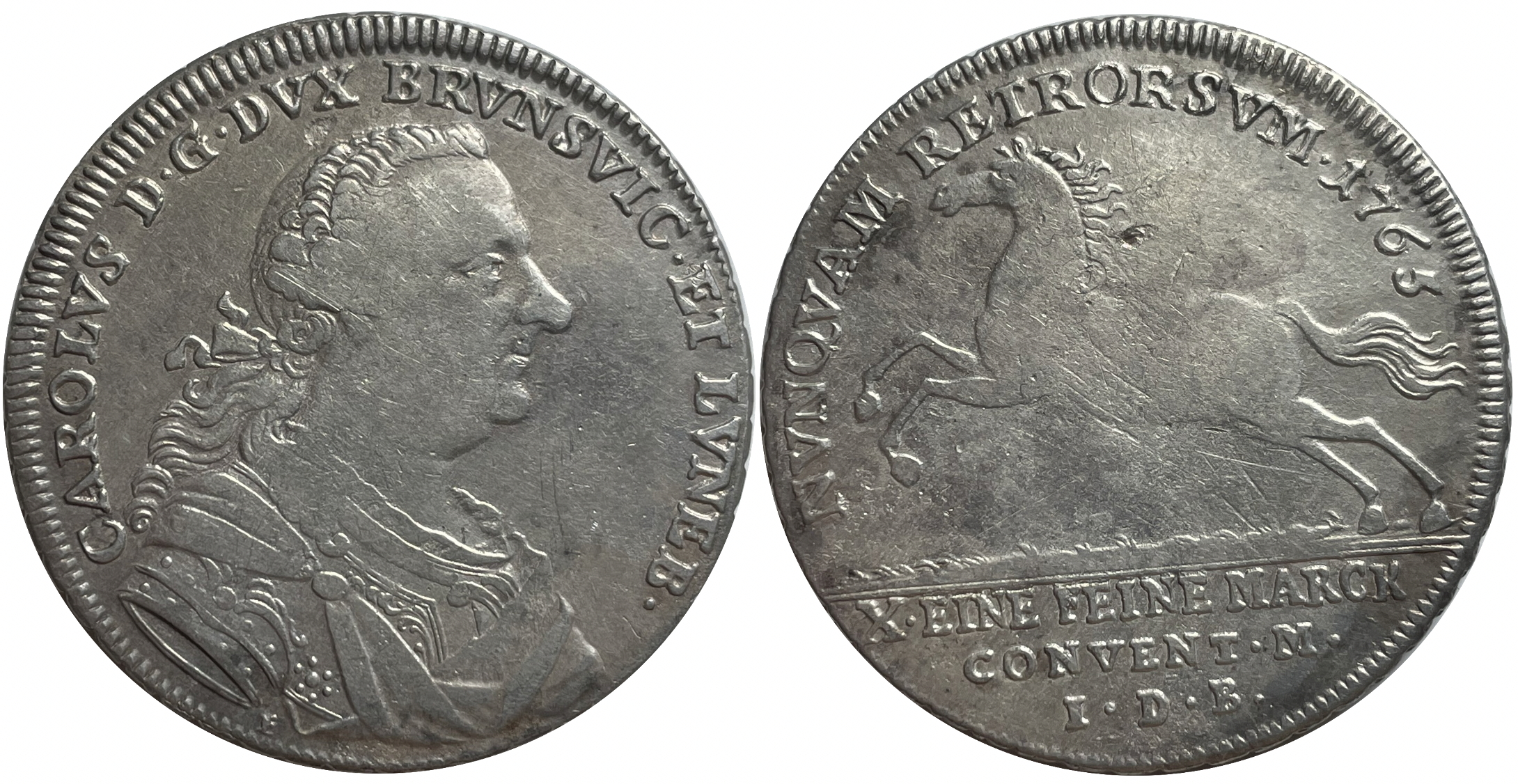
Xu bạc: 1 thaler Charles I/Karrl I của Công quốc Brunswick-Wolfenbüttel - 1765

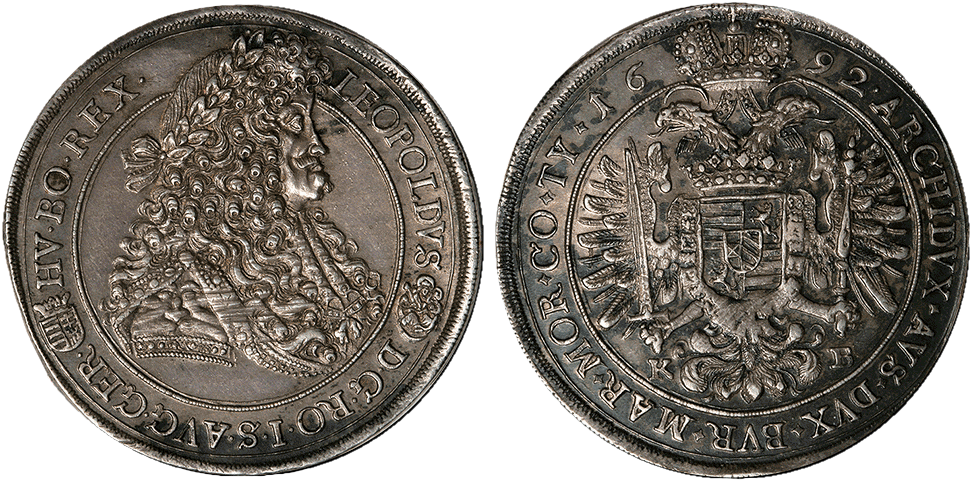
Xu bạc: Reichsthaler của Leopold I, đúc tại Kremnica, năm 1692.

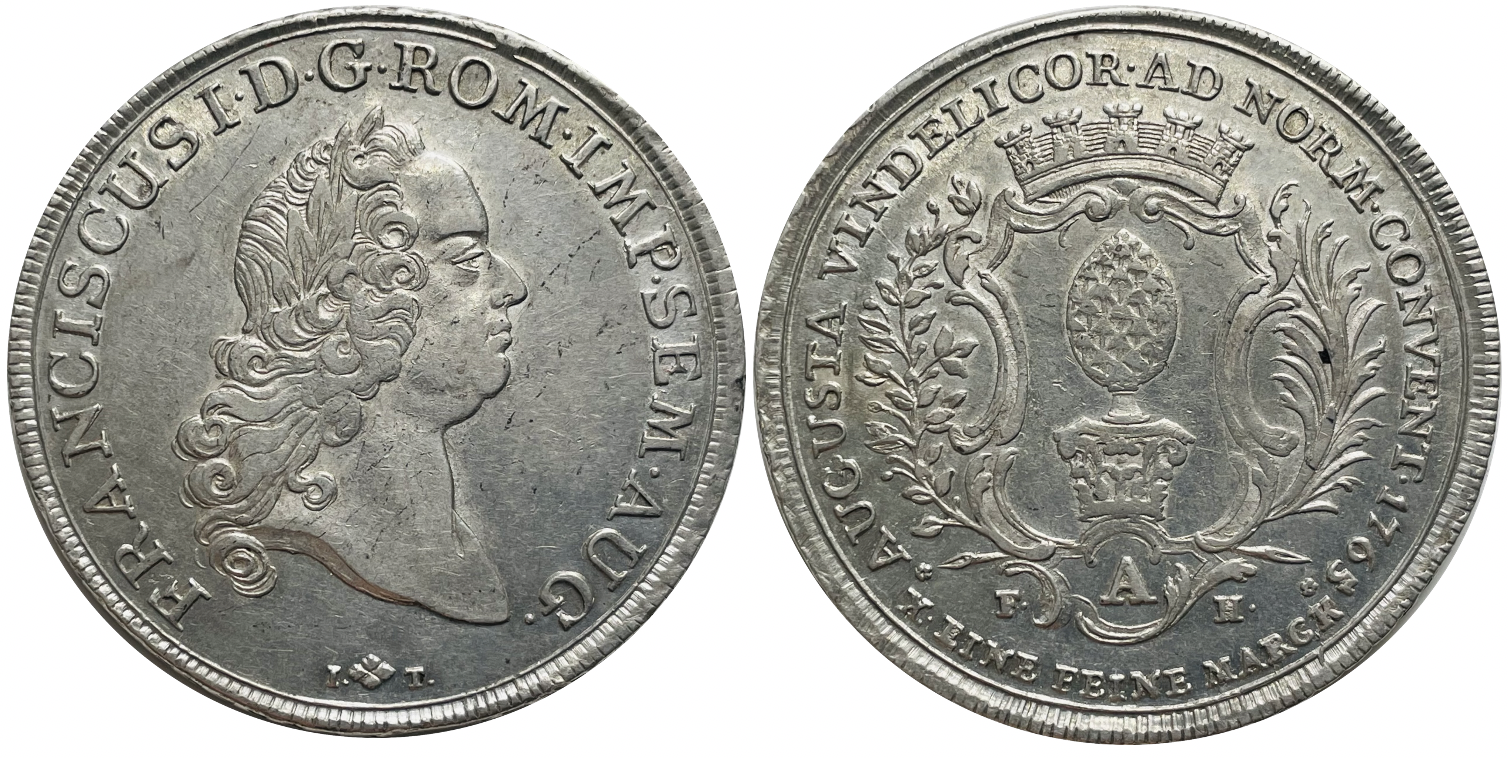
Xu bạc: 1 conventionsthaler Francis I của Thành bang Augsburg - 1765

Những xu bạc có kích thước lớn trở nên phổ biến vào thế kỷ XVI, với tên gọi là thaler trong tiếng Đức, trong tiếng Anh và tiếng Pháp chúng được gọi tên tương ứng là crown và écu, nguồn gốc ban đầu là những đồng tiền bằng vàng. Đồng xu bạc kích thước lớn hơn được đúc ở Tây Ban Nha Habsburg, đó là xu bạc mảnh tám, sau này còn được gọi là peso, và trong tiếng Anh gọi là Đô la Tây Ban Nha.
Đồng xu bạc lớn đầu tiên được tiêu chuẩn hoá bởi Đế chế La Mã Thần thánh chính là Guldengroschen vào năm 1524. Trọng lượng bằng 1/8 Cologne Mark, tương đương với 29,232 g bạc với tỷ lệ bạc chiếm 93,75%. Tuy nhiên, đồng xu tiêu chuẩn có tuổi thọ lưu hành cao nhất chính là Reichsthaler - nghĩa đen là Đô la của Vương quốc - theo tiêu chuẩn được ấn định vào năm 1566 mỗi xu bạc sẽ chứa 1⁄9 Cologne Mark, tương đương 25,984 g bạc tốt. Nó đã được chập nhận rộng rãi trong thương mại và được đúc trong suốt 300 năm tiếp theo với tỷ lệ thay đổi từ 9 đến 91⁄4 Mark.
Chiếu theo lịch sử phát triển của đồng thaler từ năm 1566 đến năm 1875, chúng ta sẽ thấy thật khó hiểu khi ở Bắc Đức cũng có một loại thaler được gọi là Reichsthaler có giá trị thấp hơn đồng tiền tiêu chuẩn Reichsthaler; loại này có giá trị 12 Mark sau năm 1690, 131⁄3 Mark sau năm 1754, và 14 Mark (tiền của Vương quốc Phổ) vào những năm 1840. Hơn nữa, vào năm 1754, loại tiền conventionsthaler đã được phát hành bởi Đế quốc Áo, với giá trị 10 Mark bằng bạc tốt. Mặc dù nó đã được hầu hết các bang của Đức áp dụng, nhưng Scandinavia và một số bang ở Bắc Đức vẫn giữ nguyên mẫu mã Reichsthaler ban đầu là 91⁄4 Mark làm đồng xu tiêu chuẩn của họ cho đến năm 1875.

### ThalerQuan cảnh thành phốvà Löser

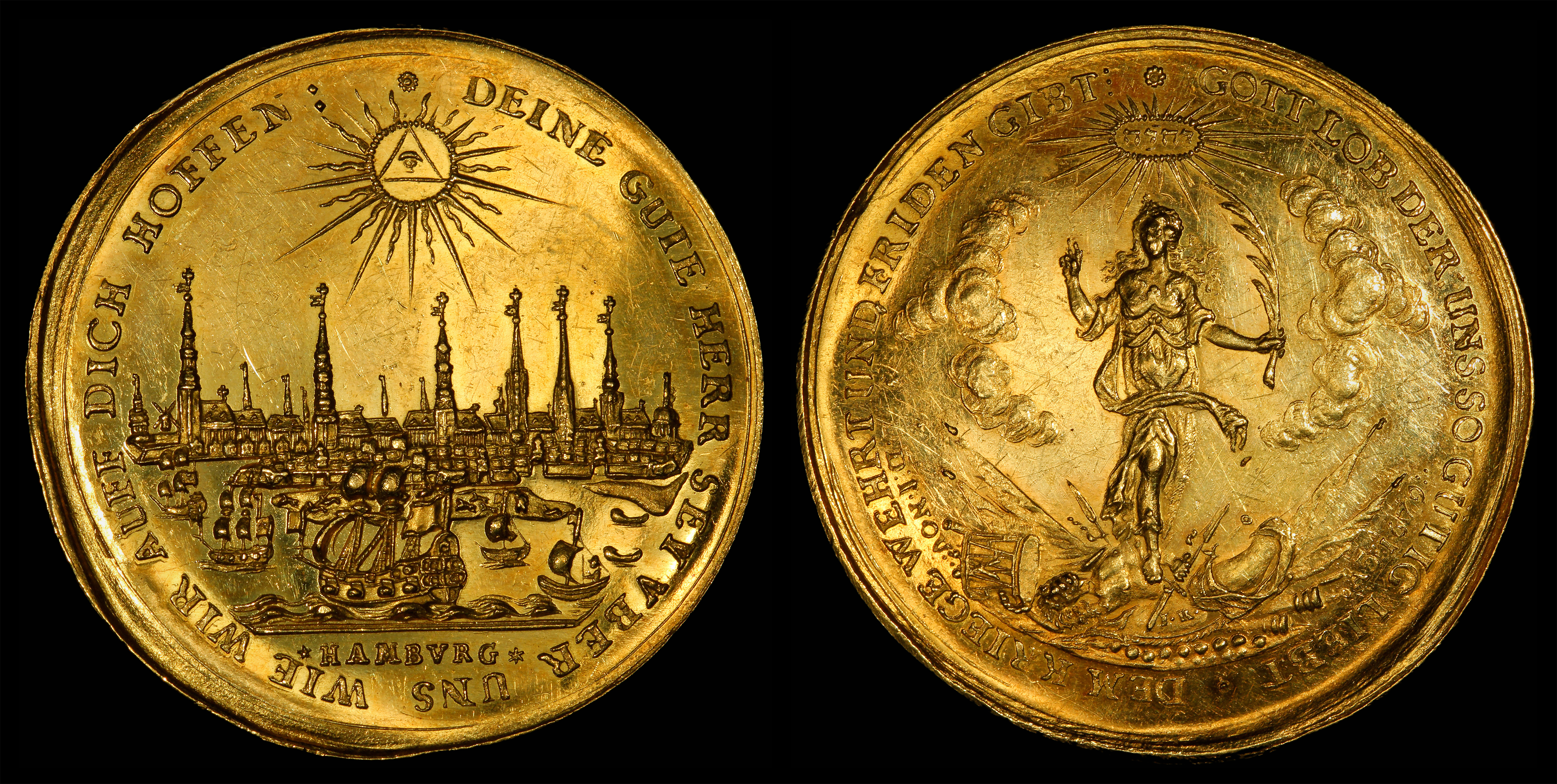
1/2 portugalöser (5 ducat) xưởng đúc Hamburg, 1679

Đồng tiền thaler "city view" của thế kỷ XVII và XVIII với tiền thân là các hình đại diện cách điệu của các thành phố (như ba tòa tháp, hoặc một cổng thành) trên mặt sau của đồng tiền thaler vào cuối thế kỷ XVI, chẳng hạn như đồng tiền thể hiện thành phố Lüneburg của Rudolf II được đúc vào năm 1584. Các quang cảnh thành phố phức tạp hơn trở nên phổ biến vào nửa đầu thế kỷ XVII (ví dụ Augsburg năm 1627, Nürnberg năm 1631). Loại hình này tiếp tục phổ biến trong suốt thế kỷ XVIII, với đỉnh điểm là những bức ảnh toàn cảnh thành phố chi tiết được hiển thị dưới dạng phối cảnh một điểm.
Vào thế kỷ XVI và XVII, đã có mốt sử đúc và lưu hành loại xu thaler quá khổ, được gọi là "multiple thaler", tên thường được sử dụng ở Đức là đồng Löser. Những xu đầu tiên loại này được đúc tại Công quốc Brunswick-Lüneburg, và trên thực tế thì phần lớn loại xu này được đúc tại đây. Một số đồng xu Löser đạt kích thước khổng lồ, có giá trị bằng 16 đồng xu bình thường, vượt quá 1 pound (hơn 450 g) bạc và có đường kính hơn 12 cm (5 in). Cái tên Löser rất có thể bắt nguồn từ một đồng tiền vàng lớn được đúc ở Hamburg có tên là portugalöser, trị giá 10 ducat, dựa trên đồng tiền 10 ducat của Bồ Đào Nha. Cuối cùng, thuật ngữ này đã được áp dụng cho nhiều đồng tiền tương tự có giá trị lớn hơn một xu bạc thaler tiêu chuẩn thông thường. Những đồng Löser rất hiếm và rất được các nhà sưu tập săn lùng. Vì rất ít đồng Löser được lưu hành ngoài thị trường, phần lớn chúng thường được dùng để lưu trữ, nên bề mặt xu được bảo quản tốt.

## Cộng hoà Hà Lan

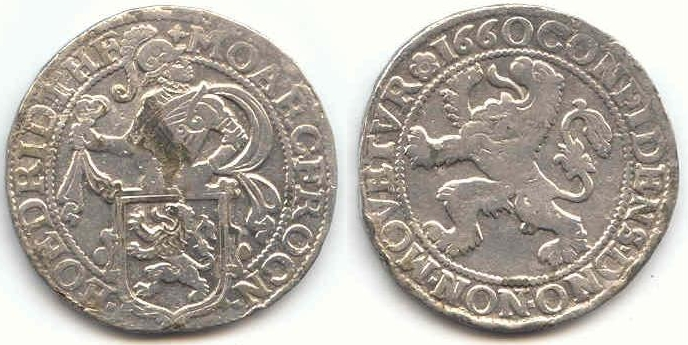
Thaler Hà Lan, mô tả hình ảnh một con sự tử

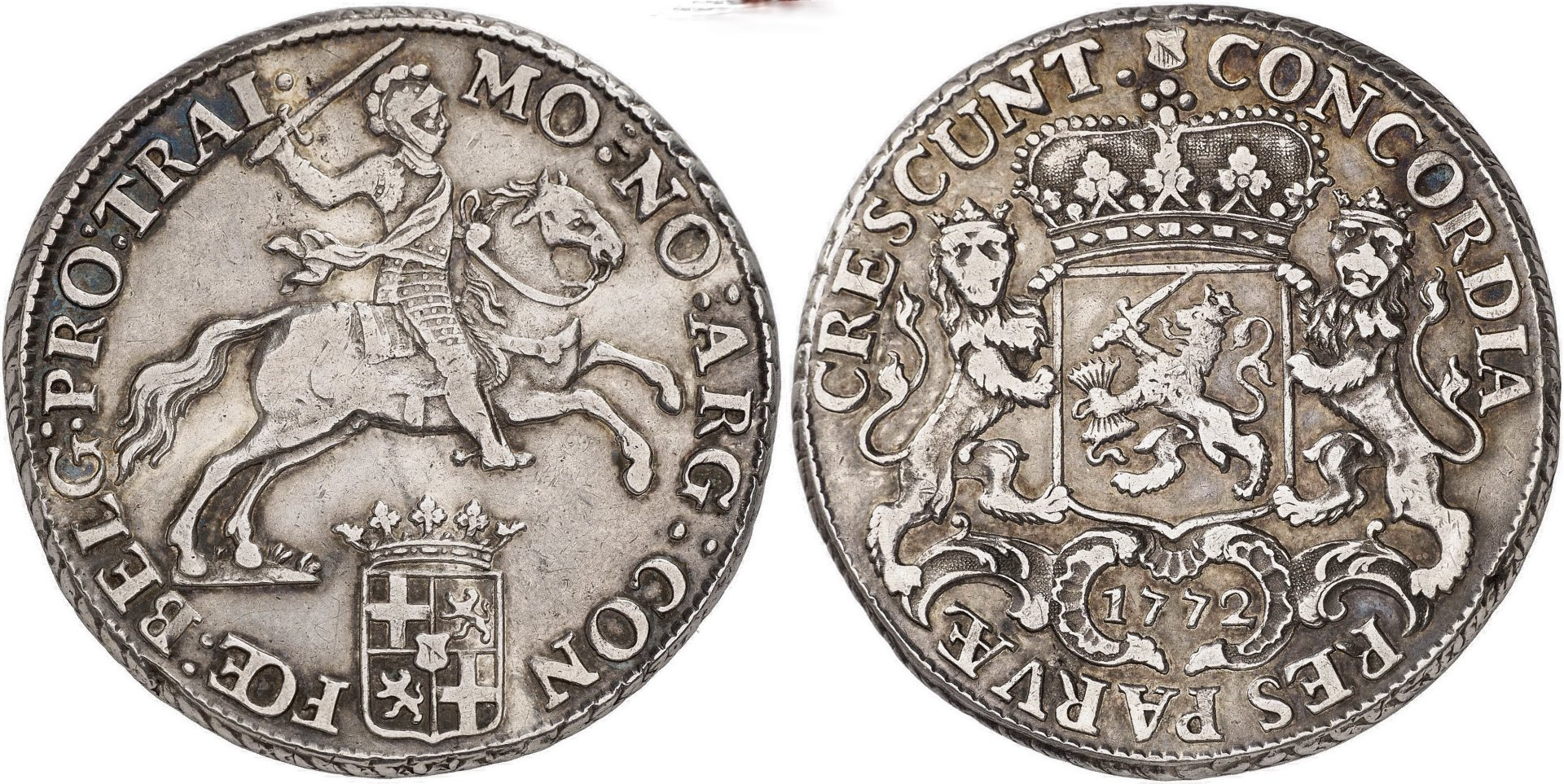
Xu bạc: 1 ducaton Hà Lan được đúc tại tỉnh Utrecht, 1772 - trọng lượng 32,78 gam với 94,1% là bạc

Xu bạc Rijksdaalder Hà Lan lần đầu tiên được phát hành bởi Cộng hòa Hà Lan vào năm 1575/1576, trong Cách mạng Hà Lan, với mặt trước là chân dung bán thân của William the Salent trong bộ giáp sắt. Rijksdaalder của Hà Lan được đúc theo tiêu chuẩn của đồng bạc reichsthaler của Saxon. Những xu bạc này được đúc độc lập tại các tỉnh: Friesland, Gelderland, Holland, Kampen, Overijssel, Utrecht, West Friesland, Zeeland, và Zwolle cho đến thế kỷ XVII. Đồng xu này được phát hành để thay cho đồng tiền kruisdaalder trước đó, với hình tượng Thánh giá Burgundy, trong khi đó xu bạc rijksdaalder thì mô tả Sư tử Belgic, vì thế nó có tên tiếng Hà Lan là leeuwendaalder ("Thaler sư tử").
Trong xu Leeuwendaalder chứa 75% bạc nguyên chất (427,16 grain bạc), và giá trị của mỗi xu tương đương với 32 stuiver (thời gia lúc mới phát hành vào năm 1576) và sau này là 42 stuiver (không tính các xu stuiver có tỷ lệ bạc thấp sau này). Nó nhẹ hơn so với những đồng tiền có mệnh giá lớn đang lưu hành, cụ thể là xu bạc Ducaton (chứa 92% bạc mịn với tỷ giá tương đương với 60 stuiver và cao hơn 3 guild) và rijksdaalder (chứa 88,5% bạc mịn với tỷ giá tương đương 50 stuivers hoặc 2½ guild). Đồng leeuwendaalder đã trở thành đồng tiền được lựa chọn cho các hoạt động ngoại thương và phổ biến ở Trung Đông và các thuộc địa của Hà Làn ở Tân Thế giới và châu Á.
Xu bạc Leeuwendaalder của Hà Lan đã được một số thành bang ở Đức và Ý lúc bấy giờ sao chép và cho đúc tương tự. Những đồng tiền này được lưu hành ở Bulgaria, Romania và Moldova, tên tương ứng của các loại tiền này được gọi theo ngôn ngữ của các quốc gia lưu hành, lần được là: Lev Bulgaria, Leu România và Leu Moldova.
Vào năm 1680, việc đúc xu bạc Leeuwendaalder chấm dứt và thay vào đó là xu bạc mới dựa trên đồng gulden của Holland, giá trị của nó tương đương với 30 stuiver hoặc 1/2 của 3 gulden, chúng vẫn được gọi là Daalder trong các giao dịch thông thường.
Từ thuộc địa Tân Hà Lan (New York ngày nay), xu bạc leeuwendaalder lan rộng đến tất cả 13 thuộc địa của Anh ở Bắc Mỹ và sau này nó trở thành tên gọi của đồng Đô la Mỹ.

## Tây Ban Nha

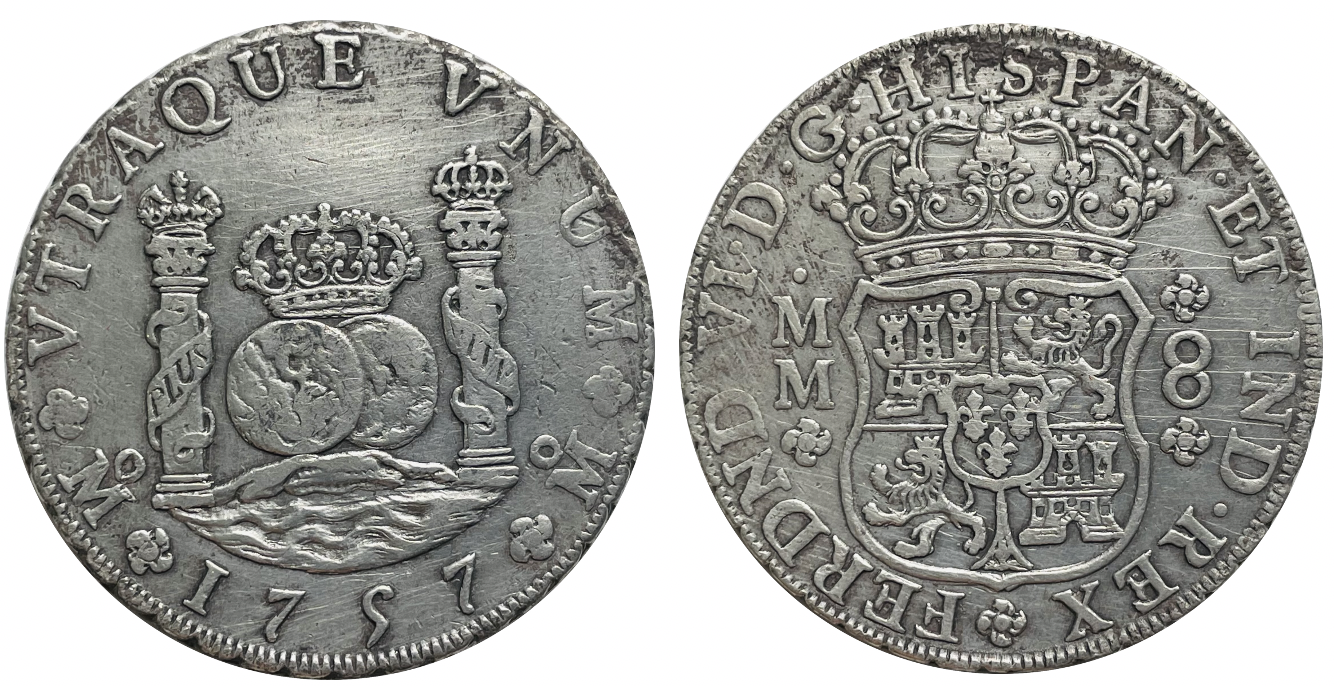
Xu bạc: 8 real Tây Ban Nha, 1757 - đúc dưới thời Fernando VI

Việc phát hiện ra nguồn cung cấp bạc khổng lồ ở các thuộc địa châu Mỹ vào những năm 1530, đã giúp Đế quốc Tây Ban Nha đúc ra những xu bạc cở lớn gọi là mảnh tám (8 real) hay Đô la Tây Ban Nha. Xu bạc tiêu chuẩn của loại này nặng 27,47 g và chứa đến 93,06% bạc. Mảnh 8 của Tây Ban Nha có trọng lượng gần bằng với reichsthaler của Đức, những nhà thực dân Anh ở Bắc Mỹ đã gọi loại xu này là Đô la Tây Ban Nha, sau này đã trở thành hình mẫu cho Đô la Mỹ và Đô la Canada.

## Pháp

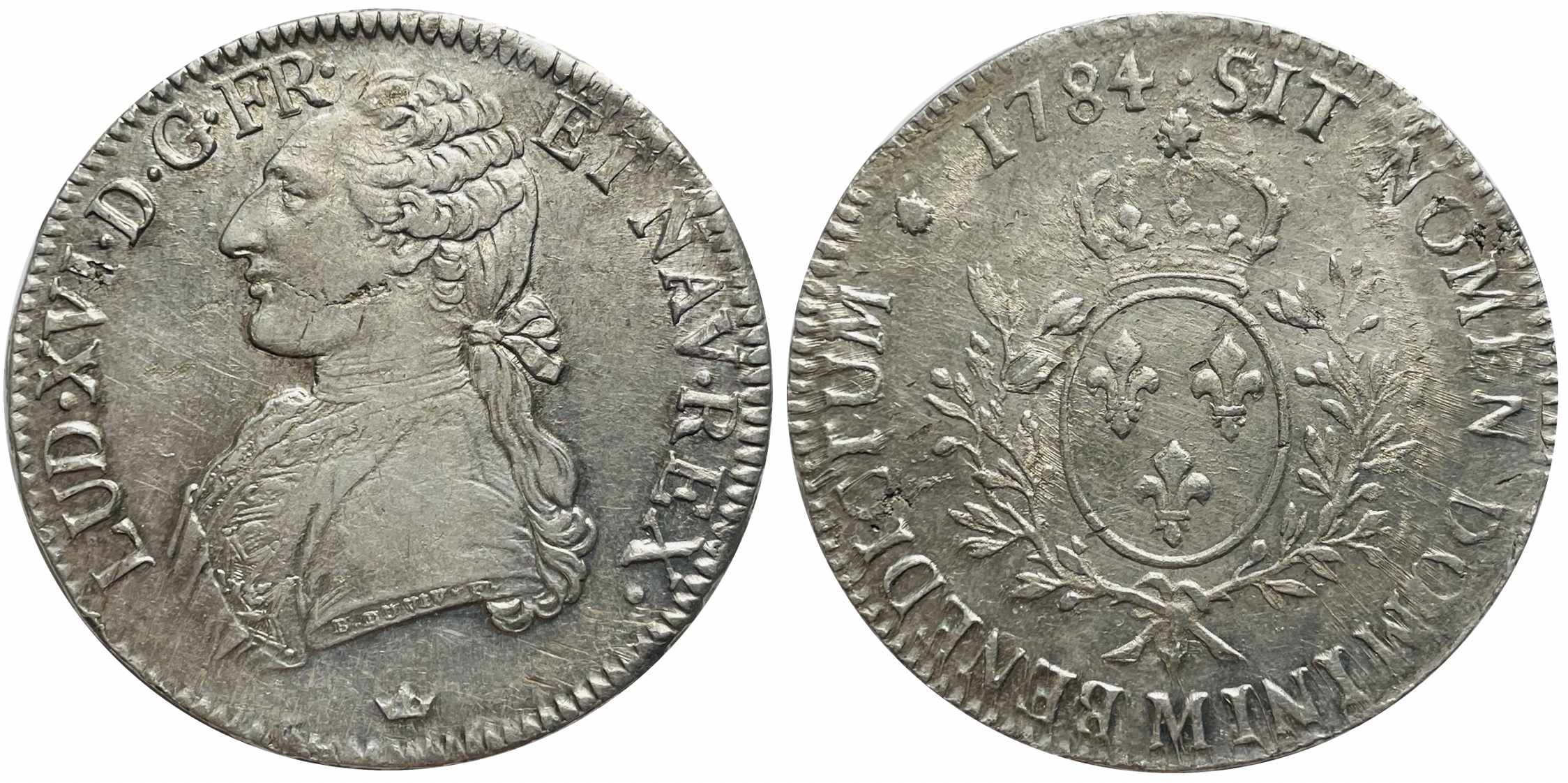
Xu bạc: 1 écu, 1784 - đúc dưới thời Louis XVI của Pháp

Thương mại châu Âu thế kỷ XVI đã ưa chuộng dùng các loại xu bạc thaler của Đế chế La Mã Thần thánh và Đô la Tây Ban Nha, chính điều này đã làm giảm nhu cầu đối với các loại xu bạc franc và testoon của Pháp. Do đó, vào năm 1641, vua Louis XIII của Pháp đã phát hành đồng Louis d'Argent equal với thông số tương đương với Đô la Tây Ban Nha, trị giá 3 livre tournois, nặng 27,19 g và tỷ lệ bạc trong xu lên đến 91,7%. Năm 1726, Pháp đã phát hành đồng xu thaler của riêng mình, với tên gọi là écu, bằng bạc với giá trị tương đương với 6 livre, trọng lượng 26,7 g. Cuối cùng, vào năm 1795 đồng franc của Pháp ra đời, với đồng 5 franc có trọng lượng 25,0 g, chứa 90% bạc, đây là loại xu có kích thước gần nhất với các đồng xu được sử dụng ở những nơi khác. Hệ thống đồng franc của Pháp sẽ được mở rộng sang các nước khác khi Liên minh tiền tệ Latinh ra đời năm 1865.

## Thuỵ Sĩ

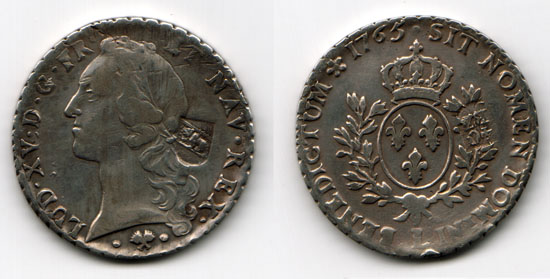
Tiếng Pháp gọi écu hoặc laubthaler được đóng dấu "40 BZ" (batzen) ở Bern trở thành 4 franc dưới thời Cộng hòa Helvetic

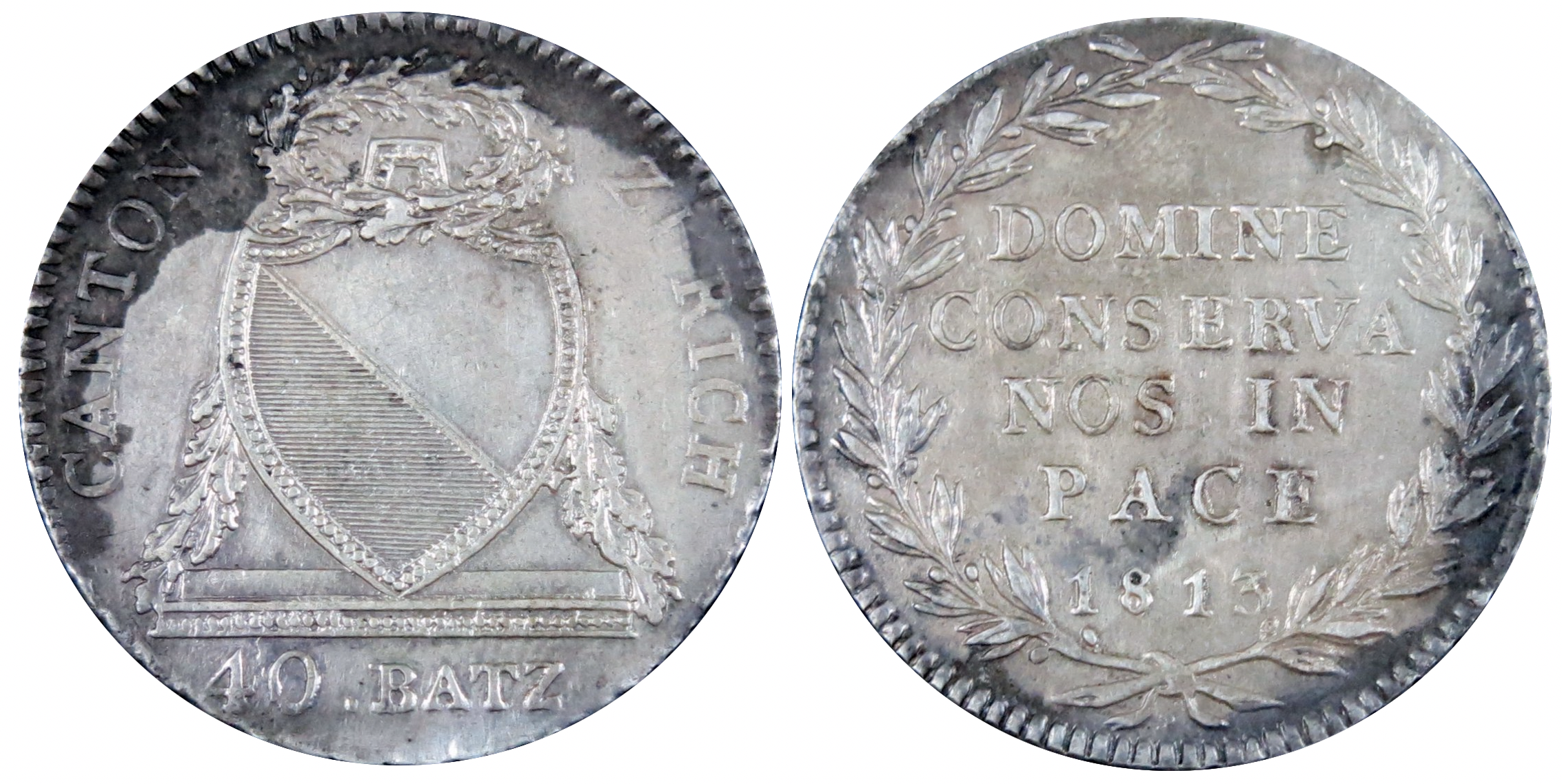
40 batzen đúc tại Zurich, 1813

Mười ba bang của Liên minh Thuỵ Sĩ cũ và các Hiệp hội của họ đã tiến hành đúc tiền riêng của mình, với hầu hết là các loại xu bạc lớn theo tiêu chuẩn của Thaler Đức hay écu của Pháp. Các đồng xu 1 Thaler và 1/2 thaler được đúc bởi các thành phố Zürich (1512), Bern, Lucerne, Zug, Basel, Fribourg, Solothurn, Schaffhausen, St. Gallen và Geneva. Các loại xu thaler "city view" được đúc đầu tiên tại Zürich, năm 1651, chúng được gọi là Vögelitaler.
Vào thế kỷ XVIII, Bern và nhiều bang miền Tây Thụy Sĩ đã sử dụng đồng écu hoặc laubthaler của Vương quốc Pháp với trọng lượng xu là 26,7 g làm loại tiền tệ lưu hành chính thức, những xu này được đóng dấu của Thuỵ Sĩ để phân biệt. Giá trị của 1 écu Pháp tương đương với 4 livre (franc) hoặc 40 batzen của Bern. Năm 1798, hệ thống này được Liên bang Helvetic thông qua với đồng franc Thụy Sĩ đầu tiên, tương đương 1/4 écu của Pháp.
Cuối cùng quá trình chuyển đổi sang đồng franc Thụy Sĩ mới đầu tiên này đã bị đình trệ vào thế kỷ XIX, trong khi người dân thì ưa chuộng đồng Kronenthaler của Nam Đức với trọng lượng xu là 25,71 g bạc tốt, trị giá 3,9 franc hoặc 39 batzen. Năm 1850, Thụy Sĩ cho phát hành đồng Franc Thụy Sĩ ngày nay ngang bằng với đồng Franc Pháp, với 40 franc Thụy Sĩ đổi được 7 kronenthaler. Đồng 5 franc có trọng lượng là 25,0 g, với 90% là bạc, đã trở thành đồng xu có giá trị gần nhất so với các đồng tiền khác trong lịch sử của đất nước này.

## Scandinavi

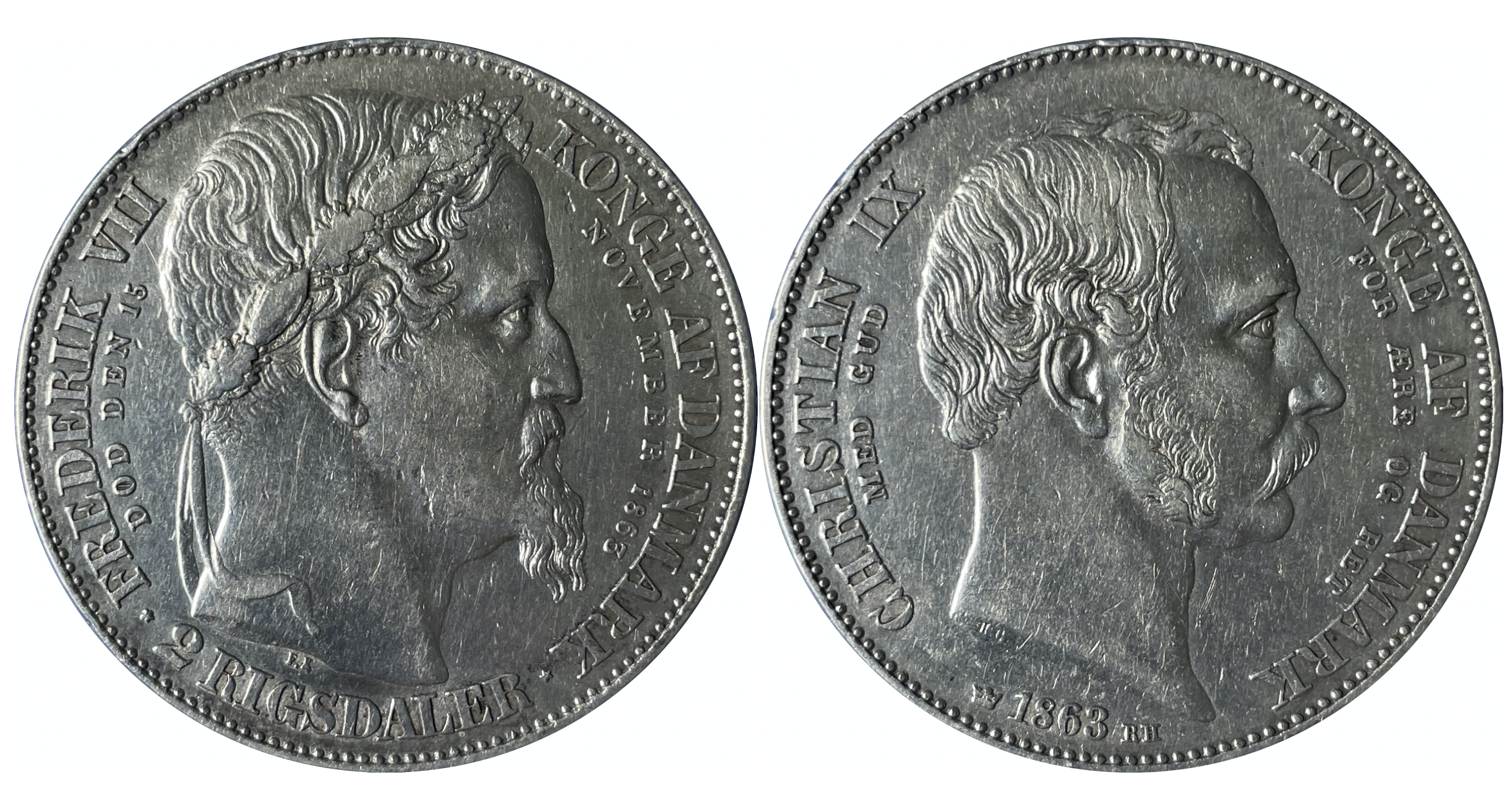
Xu bạc: 2 rigsdaler Đan Mạch kỷ niệm Nhà Glücksburg lên thay Nhà Oldenburg, 1863

Thaler đã được giới thiệu đến Scandinavi với cái tên daler. Những đồng daler đầu tiên của Thụy Điển được đúc vào năm 1534. speciedaler Na Uy đã được đúc từ năm 1560. Những đồng tiền daler của Scandinavi sau này bao gồm đồng riksdaler của Thụy Điển (1604) và đồng rigsdaler của Đan Mạch (1625). Vào đầu thế kỷ XIX, các quốc gia này đã giới thiệu tiền tệ hiện đại của họ dựa trên đơn vị daler. Ở Na Uy, speciedaler được chọn làm tên tiền tệ vào năm 1816.
Các loại tiền này ở Đan Mạch và Thụy Điển đã được thay thế bằng Krone Đan Mạch và Krona Thụy Điển vào năm 1873, các loại tiền mới được giới thiệu bởi Liên minh tiền tệ Scandinavi. Na Uy gia nhập Liên minh tiền tệ này và giới thiệu đồng Krone Na Uy vào năm 1876.

## Đức và Áo thế kỷ XIX

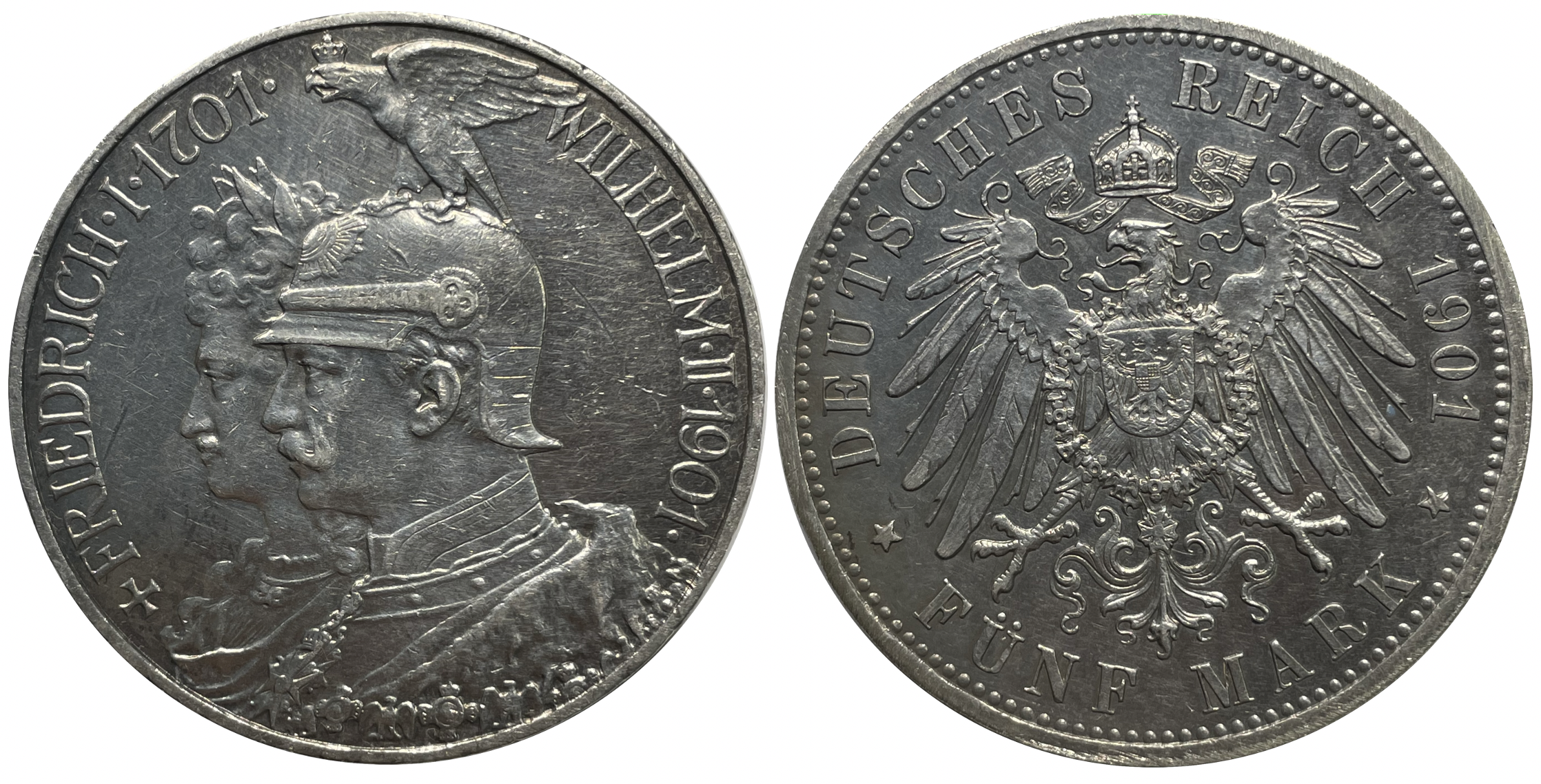
Xu bạc: 5 Mark Đế quốc Đức, 1901

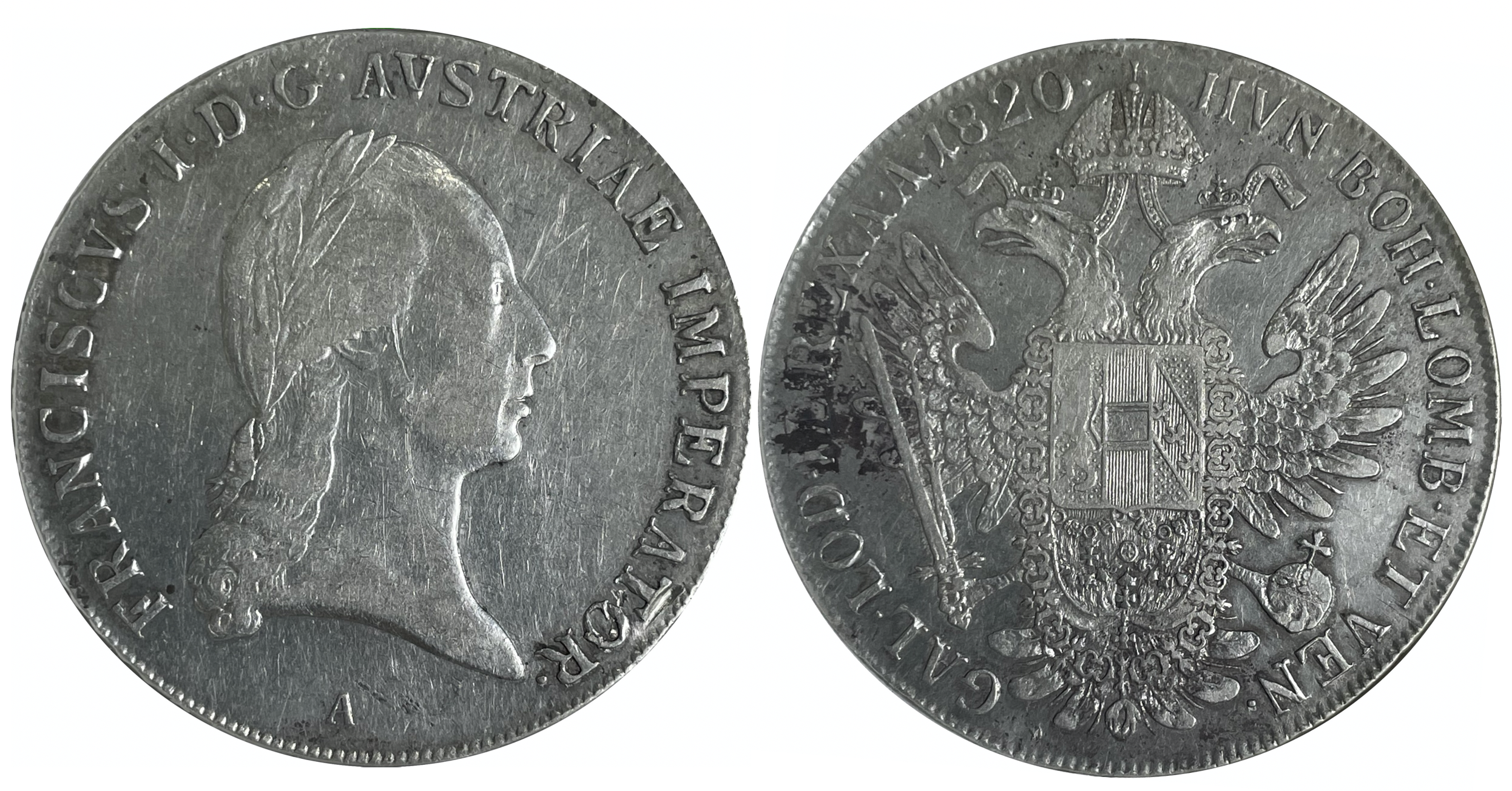
Xu bạc: 1 thaler Đế quốc Áo, 1820

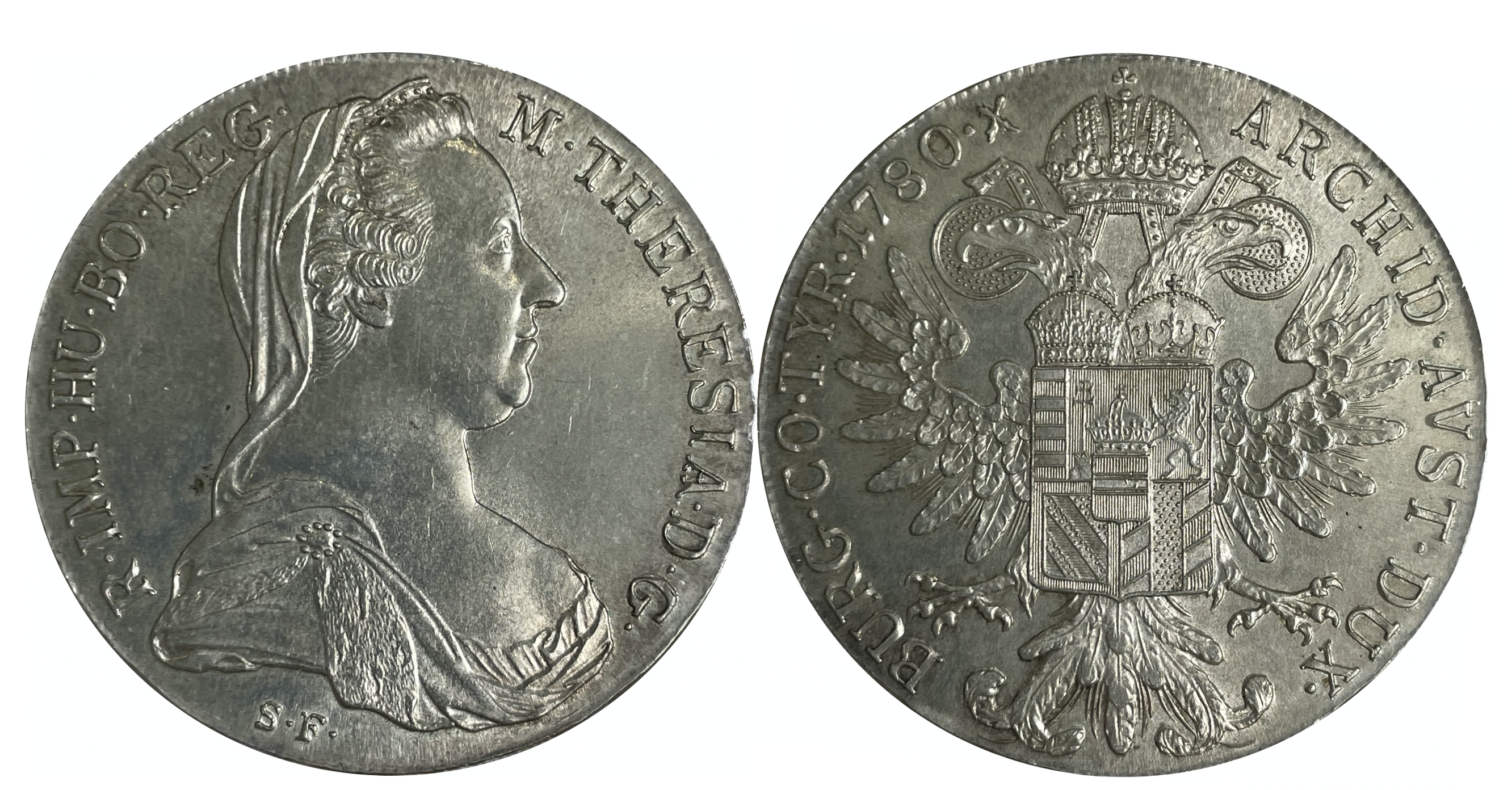
Xu bạc: 1 thaler Maria Theresia, 1780

Vào đầu thế kỷ XIX, các nhà nước ở Nam Đức định giá 1 Conventionsthaler bằng 2,4 gulden Nam Đức, hoặc 9,744 gam bạc mịn trên mỗi gulden. Tuy nhiên, sau đó, họ bắt đầu đúc Kronenthaler có giá trị 2,7 gulden - do đó hàm lượng bạc của gulden giảm xuống còn 9,52 g. Năm 1837, thaler của Vương quốc Phổ được cố định ở mức 13⁄4 gulden Nam Đức - do đó mỗi gulden sẽ có 9,545 g bạc.
Thaler Bắc Đức, có giá trị từ 3/4 conventionsthaler hoặc 131⁄3 Cologne Mark vào đầu thế kỷ XIX, đã được định giá lại vào những năm 1840 ngang bằng với Thaler của Phổ, ở mức 14 Mark. Năm 1857, 1 Vereinsthaler trị giá bằng 1 thaler Bắc Đức hoặc 13⁄4 đồng gulden Nam Đức đã được hầu hết các nhà nước của Đức cũng như ở Quân chủ Habsburg chấp nhận làm đồng xu tiêu chuẩn. Vereinsthaler được phát hành cho đến năm 1871 ở Đức và 1867 ở Áo.
Trong lãnh thổ Đế quốc Đức, các xu bạc vereinsthaler vẫn được lưu hành hợp pháp, không bị giới hạn, mỗi thaler loại này có giá trị bằng 3 Mark vàng, đến tận năm 1908 thì chúng mới bị thu hồi. Một số thaler được đóng dấu lên xu dưới dạng tiền đúc khẩn cấp được lưu hành ở Đức trong thời kỳ lạm phát sau khi Đế quốc Đức thất bại trong Chiến tranh thế giới thứ nhất.
Thaler Maria Theresia là một ví dụ nổi tiếng nhất của Conventionsthaler được đúc từ năm 1751, có vai trò đặc biệt như một loại tiền tệ thương mại và tiếp tục được đúc kể cả sau khi Maria Theresia của Áo qua đời vào năm 1780, với những đồng tiền được đúc sau khi bà qua đời luôn hiển thị số năm là 1780. Francis Joseph của Áo tuyên bố nó là tiền đúc thương mại chính thức vào năm 1857 ngay trước khi phát hành Vereinsthaler. Thaler Maria Theresia đã trở thành đơn vị tiền tệ trên thực tế của Đế quốc Ethiopia vào cuối thế kỷ XVIII, với đồng Birr Ethiopia được giới thiệu ngang hàng với thaler, và nó tiếp tục được sử dụng vào thế kỷ XX ở vùng Sừng Châu Phi, Đông Phi, Ấn Độ và phần lớn bán đảo Ả Rập.

## Di sản

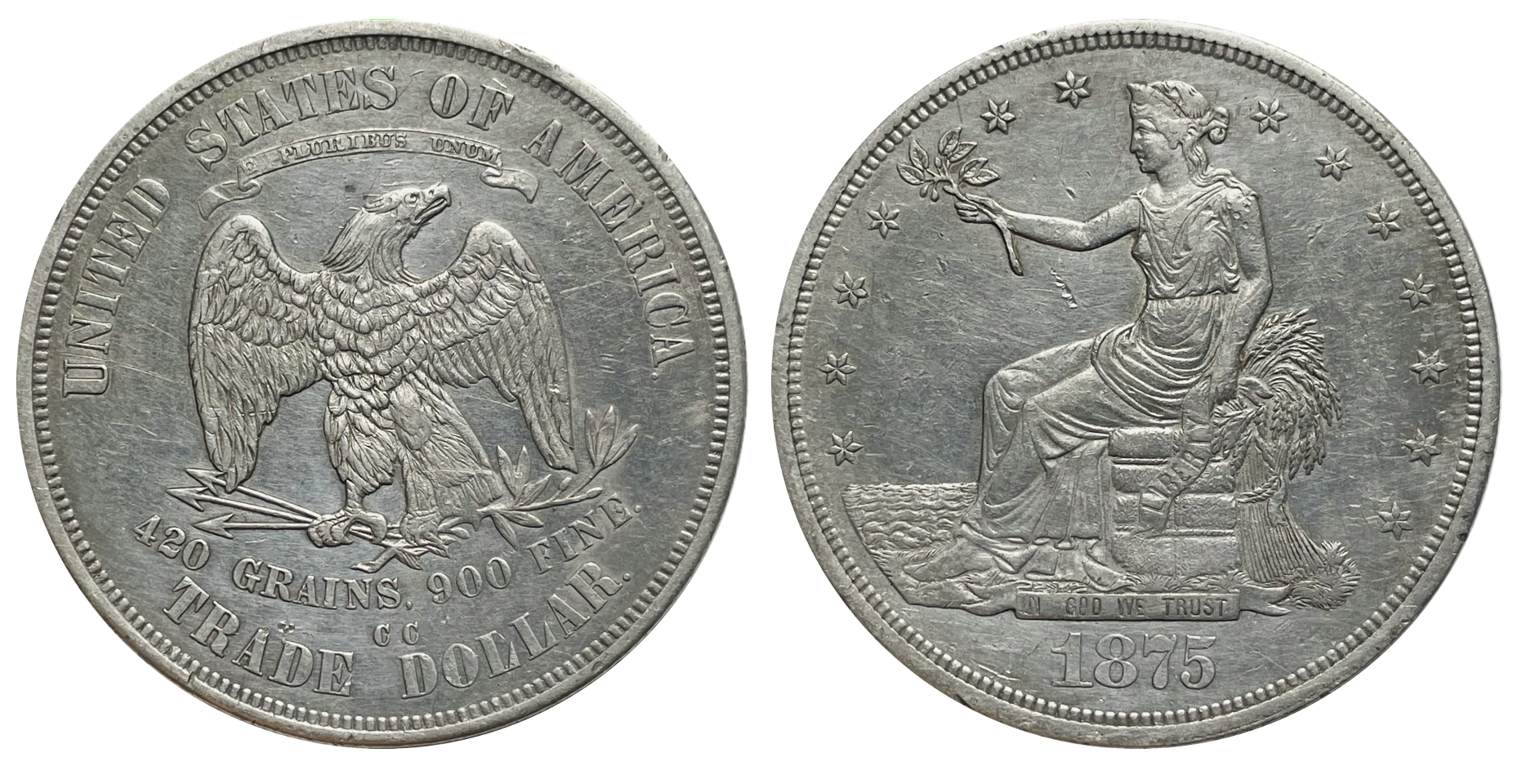
Xu bạc: Đô la thương mại Mỹ, 1875

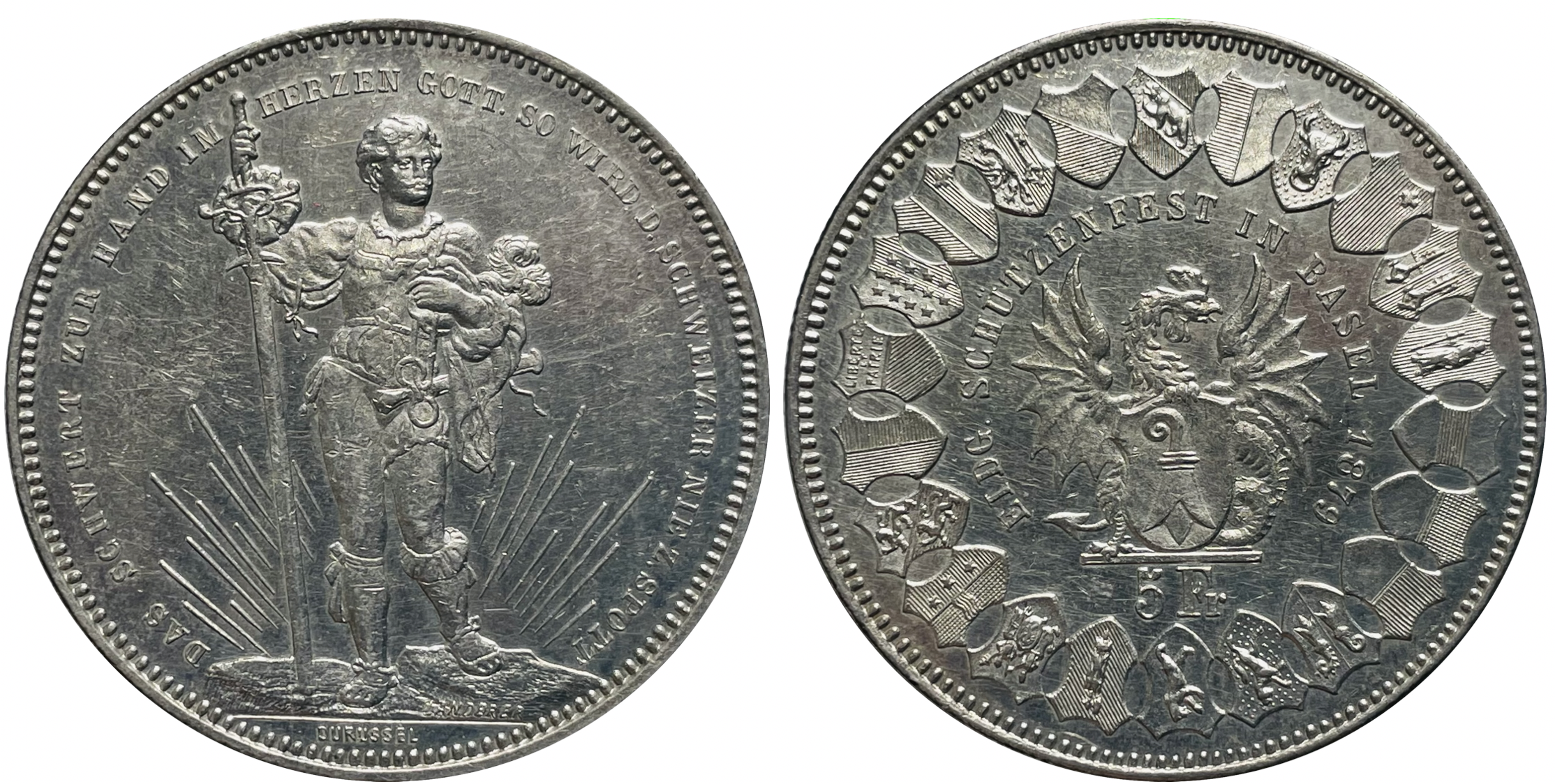
Xu bạc: 5 franc Thuỵ Sĩ thuộc loại Schützentaler, 1879

Mặc dù nhiều xu bạc thaler khác nhau đã được đúc ở hầu hết các nhà nước của châu Âu cho đến những năm 1870, những loại tiền tệ này thường không được gọi với các tên khác như guilder của Hà Lan hoặc Áo, franc của Pháp, real của Tây Ban Nha... Vào giữa thế kỷ XIX, đồng thaler (hay reichsthaler, rigsdaler) vẫn là đơn vị tiền tệ được sử dụng ở Liên bang Bắc Đức và Scandinavi. Đến năm 1875, đơn vị tiền tệ thaler đã biến mất khỏi Châu Âu khi chế độ bản vị vàng được đưa vào áp dụng.
Tuy nhiên, việc sử dụng tiêu chuẩn của xu bạc thaler làm tiền tệ vẫn tiếp tục bên ở bên ngoài châu Âu dưới các tên gọi Đô la Mỹ, Đô la Canada, Peso México, các dạng peso khác của cựu thuộc địa Tây Ban Nha ở Nam Mỹ, và xu bạc Birr của Ethiopia. Thaler (và các biến thể ngôn ngữ của nó) cũng sẽ tồn tại dưới dạng tên gọi không chính thức của các đồng tiền giống với đồng tiền lịch sử như đồng 3 Mark của Đức, đồng 2 1/2 gulden của Hà Lan, đồng 5 franc của Liên minh tiền tệ Latinh (trong số đó có Pháp, Bỉ, Thụy Sĩ), và đồng 5 drachma của Hy Lạp (τάληρο, taliro).
Các đồng xu có kích thước bằng Thaler được đúc theo tiêu chuẩn cuối thế kỷ XIX vẫn sẽ được phát hành cho đến năm 1914 ở Mexico và hầu hết châu Âu, cho đến năm 1928 ở Thụy Sĩ và cho đến năm 1934 ở Hoa Kỳ. Từ đó, các đồng xu bạc có kích thước lớn hơn sẽ được đúc dưới dạng bullion hoặc numismatic pieces, trong số đó có:
- Xu bạc thương mại Thaler Maria Theresia.
- Modern bằng bạc hiện đại được đúc ở khu vực châu Âu nói tiếng Đức; ví dụ. Schützentaler của Thụy Sĩ, Helvetia-Taler của Thụy Sĩ, và Haller-Taler của Áo.
- Đồng bạc American Silver Eagle, với khối lượng 1 troy ounce (31,1 g), thực tế nặng hơn so với đồng đô la bạc ban đầu.

Tên của xu bạc thaler đã được biến thể và trở thành tên gọi của đồng đô la hiện đại, hiện có 23 loại tiền tệ trên thế giới sử dụng tên đô la, trong đó có: Mỹ, Canada, Hong Kong, New Zealand, Úc, Brunei, Bahamas, Singapore... ngoài còn có tālā của Samoa và tolar của Slovenia (trước khi chuyển sang sử dụng đồng euro).